# Fraccionamiento Galaxia Tarímbaro
Fraccionamiento Galaxia Tarímbaro är en ort i Mexiko.   Den ligger i kommunen Tarímbaro och delstaten Michoacán de Ocampo, i den södra delen av landet, 220 km väster om huvudstaden Mexico City. Fraccionamiento Galaxia Tarímbaro ligger 1 922 meter över havet och antalet invånare är 5 989.
Terrängen runt Fraccionamiento Galaxia Tarímbaro är kuperad västerut, men österut är den platt. Runt Fraccionamiento Galaxia Tarímbaro är det tätbefolkat, med 411 invånare per kvadratkilometer. Närmaste större samhälle är Morelia, 6,8 km söder om Fraccionamiento Galaxia Tarímbaro. I omgivningarna runt Fraccionamiento Galaxia Tarímbaro växer huvudsakligen savannskog.